# Головенченко, Фёдор Михайлович
Фёдор Миха́йлович Головенченко (17 февраля 1899, с. Летницкое Медвеженского уезда Ставропольской губернии — 10 мая 1963, Москва) — советский литературовед и общественный деятель. Доктор филологических наук (1953), профессор, заслуженный деятель науки РСФСР. Исследователь «Слова о полку Игореве», автор работ о В. Г. Белинском, Н. В. Гоголе, А. М. Горьком, Н. А. Добролюбове, Н. Г. Чернышевском, русской литературе XIX века.

## Биография
В 1918—1919 годах учился в Донском педагогическом институте.
В 1920 году вступил в ВКП(б). С 1924 года начал печататься.
В 1929—1932 обучался в Институте красной профессуры. Работал учителем, редактором ряда журналов. Читал курсы русской литературы XIX века в вузах.
В 1930—1933 годах — доцент, а в 1933—1941 годах — профессор и заведующий кафедрой русской литературы МГПИ им. В. И. Ленина.
В период Великой Отечественной войны был начальником политотдела дивизии и начальником отделения агитации и пропаганды политотдела армии.
В 1945—1948 годах заведовал кафедрой русского языка Высшей партийной школы при ЦК ВКП(б), одновременно был директором Гослитиздата.
С 1948 года — заместитель заведующего Отделом пропаганды и агитации ЦК ВКП(б). С его выступления с докладом «О задачах борьбы против космополитизма на идеологическом фронте» на общем партийном собрании в АОН 3-4 марта 1949 года начался разгром «космополитов» в области общественных наук. 21 марта 1949 года на заседании учёного совета Военно-политической академии им. В. И. Ленина добился принятия постановления, в котором «безродные космополиты» были названы «прямой агентурой империалистической реакции, врагами советского патриотизма». Существуют воспоминания, что весной 1949 года Ф. М. Головенченко объявил в большой московской аудитории, что арестован враг народа № 1 Илья Эренбург. Узнав об этом, Эренбург, чтобы прояснить свою судьбу, рискнул написать лично Сталину. Ф. М. Головенченко был снят с должности заместителя заведующего Агитпропом.
В 1949—1963 годах — заведующий кафедрой русской литературы МГПИ им. В. И. Ленина. В 1952 году защитил докторскую диссертацию «Творческий путь Гоголя». С 8 апреля 1957 по 1 сентября 1962 года был деканом историко-филологического факультета МГПИ.
Похоронен на Новодевичьем кладбище.
Сын Анатолий (1925—2003) — литературовед, доцент МГИК, заведующий кафедрой в МГОУ.

## Научная деятельность
В 1955 году вышел в свет фундаментальный труд Головенченко — «Слово о полку Игореве: Историко-литературный и библиографический очерк». После известных историографических обзоров литературы о «Слове» А. И. Смирнова, Е. В. Барсова, И. Н. Жданова, П. В. Владимирова, Н. К. Гудзия, В. Н. Перетца и других труд Головенченко представлял наиболее систематическое освещение отечественных и в меньшей мере — зарубежных публикаций о памятнике до 1955 г. включительно и, следовательно, существенно восполнял тот пробел, который образовался ввиду отсутствия на тот период сводной библиографии «Слова».
В 1963 году было издано продолжение этого труда Головенченко, включающее обзор работ о «Слове» за 1946—1960 (с дополнениями за предыдущие годы), а также сводный комментарий к тексту «Слова», обобщивший наиболее существенные прочтения ряда «тёмных мест» памятника, и прозаический перевод «Слова».
В обеих публикациях существенную помощь ему оказывал редактор его трудов А. В. Позднеев.

## Основные работы
- В. Г. Белинский: Критико-биографический очерк. — М.: ОГИЗ, Государственное издательство художественной литературы, 1948.
- Великий русский революционер-демократ Н. Г. Чернышевский. 1953.
- Реализм Гоголя. 1953.
- «Слово о полку Игореве»: Историко-литературный и библиографический очерк. М., 1955. (Учён. зап. МГПИ им. В. И. Ленина. Каф. рус. лит-ры. Т. 82, вып. 6)
  - [рецензии: Mazon A. Literatura et historie // RÉS. Paris, 1956. T. 33. P. 169—170; Wollman Sl. // Slavia. Praha, 1957. Roč. 26. Seš. 3. S. 442—444; Дылевский Н. М. // Език и лит-ра. София, 1957. № 5. С. 407—411];
- «Слово о полку Игореве»: Библиографический очерк; Перевод; Пояснения к тексту и переводу. М., 1963. (Учён. зап. МГПИ им. В. И. Ленина. № 198).
- Введение в литературоведение / Ф. М. Головенченко. — М.: Высшая школа, 1964.
- Русская филология. Избранные труды. / Междунар. акад. наук пед. образования. Моск. пед. ун-т. — М.: СигналЪ, 2000. 312 с.